# Centre européen pour les droits des Roms
Le Centre européen pour les droits des Roms (CEDR, ou ERRC pour European Roma Rights Centre) est une organisation internationale créée en 1996 pour combattre le racisme envers les Roms et défendre leurs droits. Le centre cherche à donner aux Roms les moyens de bénéficier de leurs droits à l'égal de tout citoyen européen. Il fournit ainsi des conseils juridiques et des études de politiques publiques, et mène des actions de formation aux droits de l'homme en vue d'assurer aux Roms l'accès à l'éducation, au logement, à la santé et à l'ensemble des services publics. Le CEDR dispose d'un statut consultatif auprès du Conseil de l'Europe, ainsi que du Conseil économique et social des Nations unies.